# World of Warships Blitz
World of Warships Blitz — условно-бесплатная массовая многопользовательская онлайн-игра, разработанная компанией Wargaming.net в сотрудничестве с KingNet и выпущенная Wargaming.net для устройств под управлением Android и iOS. Изначально игра была выпущена для ограниченной аудитории в Румынии и странах Азии 14 июля 2017 года, и официально выпущена 18 января 2018 года.
World of Warships Blitz представляет собой аркадный симулятор морских сражений на кораблях с видом от третьего лица и является адаптацией игры World of Warships для мобильных устройств. Игровой процесс включает в себя многие элементы оригинальной игры.
Игра получила положительные отзывы от критиков и игроков. Наиболее высоко были оценены система free-to-play, игровой процесс и графика, однако критике подверглось сенсорное управление.

## Игровой процесс
World of Warships Blitz является адаптацией аркадного симулятора морских сражений World of Warships, выпущенного компанией Wargaming.net в 2015 году для персональных компьютеров. Игровой процесс Blitz существенно основан на оригинальной игре и включает в себя многие её элементы.
World of Warships Blitz представляет собой массовый многопользовательский шутер от третьего лица с четырьмя режимами — «Случайный бой», «Ранговый бой», «Бой против ботов» и «Кампания». В «Случайном бою» игроки могут играть в «Захват базы», «Контроль центра» и «Превосходство». Задача «Захвата базы» заключается в уничтожении всех кораблей противника или захвате всех баз, «Контроля центра» — в наборе 1000 очков раньше команды противника, захватывая центральную точку или уничтожая корабли противника, «Превосходства» — также в наборе 1000 очков раньше команды противника или зарабатывании большего количества очков к завершению боя.
В «Бою против ботов» (ранее «Кооперативный бой») игроки сражаются против искусственного интеллекта. В режиме доступен только «Захват базы» — уничтожить все корабли противника или захватить все базы. Примечательно, что награды, полученные в боях против ИИ, ниже, чем награды, полученные в «Случайных боях» за аналогичные показатели.
В «Кампании» задача игрока заключается в выполнении боевых задач разной сложности на разных кораблях. Выполняя их, он получает награды в виде припасов и расходников.
В World of Warships Blitz присутствуют микротранзакции, за которые можно получить боевой корабль или раскраску для него. Ежемесячно в World of Warships Blitz добавляются новые сезоны Боевого пропуска с различными темами и новыми боевыми кораблями, камуфляжами и внутриигровой валютой.

## Разработка и выпуск
World of Warships Blitz была разработана компанией Wargaming.net совместно с тайваньским разработчиком KingNet. На разработку игры ушло более двух лет. По заявлению KingNet, тайваньские разработчики находились в постоянном контакте с разработчиками из Wargaming.net и регулярно обменивались ресурсами и информацией. В марте 2017 года появились доменные имена World of Warships Blitz, а также была зарегистрирована одноимённая торговая марка.
Игра была выпущена 14 июля 2017 года с использованием стратегии мягкого запуска для ограниченной аудитории: предварительный выход состоялся на Филиппинах, в Румынии и некоторых странах Азии. В декабре 2017 года на WG Fest была объявлена дата полноценного выхода World of Warships Blitz — 18 января 2018 года. После предварительного релиза игра была официально выпущена во всём мире 18 января 2018 года.
World of Warships Blitz за первую неделю была загружена около двух миллионов раз, а к январю 2019 года было уже более 11 миллионов загрузок.

## Отзывы
| Сводный рейтинг       | Сводный рейтинг |
| Агрегатор             | Оценка          |
| --------------------- | --------------- |
| Metacritic            | 77/100          |
| «Критиканство»        | 80/100          |
| Иноязычные издания    |                 |
| Издание               | Оценка          |
| 148Apps               | [ 19 ]          |
| CD-Action             | 70 %            |
| CGMagazine            | 8,5/10          |
| COGconnected          | 71/100          |
| Multiplayer.it        | 8/10            |
| Pocket Gamer UK       | [ 22 ]          |
| TouchArcade           | [ 23 ]          |
| Русскоязычные издания |                 |
| Издание               | Оценка          |
| «Игры Mail.ru»        | 8/10            |
| VGTimes               | 8/10            |
| Great Gamer           | 8/10            |

World of Warships Blitz получила в целом благоприятные отзывы. На сайте-агрегаторе Metacritic версия игры для iOS получила 77 баллов из 100 возможных на основе семи обзоров, а на сайте-агрегаторе Критиканство на три балла больше — 80 (на основе трёх обзоров).
Кэмпбелл Бёрд из веб-издания 148Apps отметил, что «World of Warships Blitz — игра, которая обязательно понравится всем, кому нравится World of Tanks Blitz, но, возможно, захочется немного изменить боевую динамику и декорации». Алекс Гандзюк из журнала CGMagazine отметил, что «World of Warships: Blitz — мобильный порт, который ощущается как игра, созданная специально для мобильных устройств. Это одна из лучших по внешнему виду и звучанию игр, и к тому же она доставляет массу удовольствия». Александр Томас (COGconnected) отметил из плюсов «впечатляющую» графику и простое управление, а из минусов посчитал, что мобильная версия скучная и не выделяющаяся. В своём обзоре на Multiplayer.it Томмазо Пульезе к плюсам отнёс очень богатую структуру и хорошую техническую реализацию, а к минусам — сенсорное управление и медленный геймплей. Обозреватель веб-сайта Pocket Gamer Дэйв Обри отметил, что игра «предлагает множество возможностей для поклонников морских приключений, но темп может показаться слишком медленным для других». Ник Тилволк из веб-издания TouchArcade отметил, что «вероятно, можно с уверенностью сказать, что World of Warships Blitz понравится немного меньшей нише мобильных геймеров, чем его двоюродный танковый брат, и это нормально».
Рецензент веб-портала «Игры Mail.ru» Константин Говорун назвал World of Warships Blitz «отличным мобильным шутером и грамотно сделанной игрой, но очень плохим симулятором». Марат Юсупов (VGTimes) похвалил игру, отметив из плюсов монетизацию, сбалансированный подбор игроков и разнообразие режимов и карт, а из минусов — сенсорное управление, отсутствие джойстика и «слабую» графику. Данил Ряснянский из веб-издания Great Gamer отметил, что «World of Warships Blitz — приятный карманный World of Warships, который отлично подойдёт для убийства времени в путешествии или на обеденном перерыве».

### Комментарии
1. ↑  Мягкий запуск используется для проверки функциональности продукта, сбора данных или отзывов клиентов на ограниченных территориях перед его глобальным релизом.